# Høyangertunnel
Der Høyangertunnel ist ein einröhriger Straßentunnel zwischen Høyanger und Bolstad in der Kommune Høyanger in der norwegischen Provinz (Fylke) Vestland auf der Nordseite des Sognefjords.
Der Tunnel im Verlauf des Riksvei 55 ist 7543 Meter lang. Er ersetzte die Fährverbindung Kongsnes / Nordeide und ermöglicht dadurch die ganzjährige Verbindung des inneren Sognefjords mit der weiteren Region.
2015 wurde der Tunnel modernisiert. Er erhielt flammhemmende Wandverkleidungen, ein Mobilfunknetz und nach Protesten der örtlichen Feuerwehr auch eine Notstromanlage. Durch die Brandschutzmaßnahmen verringerte sich die Durchfahrtshöhe von 4,4 m auf 4,2 m, was für zahlreiche LKW nicht mehr ausreicht.